# Stützkrümmer

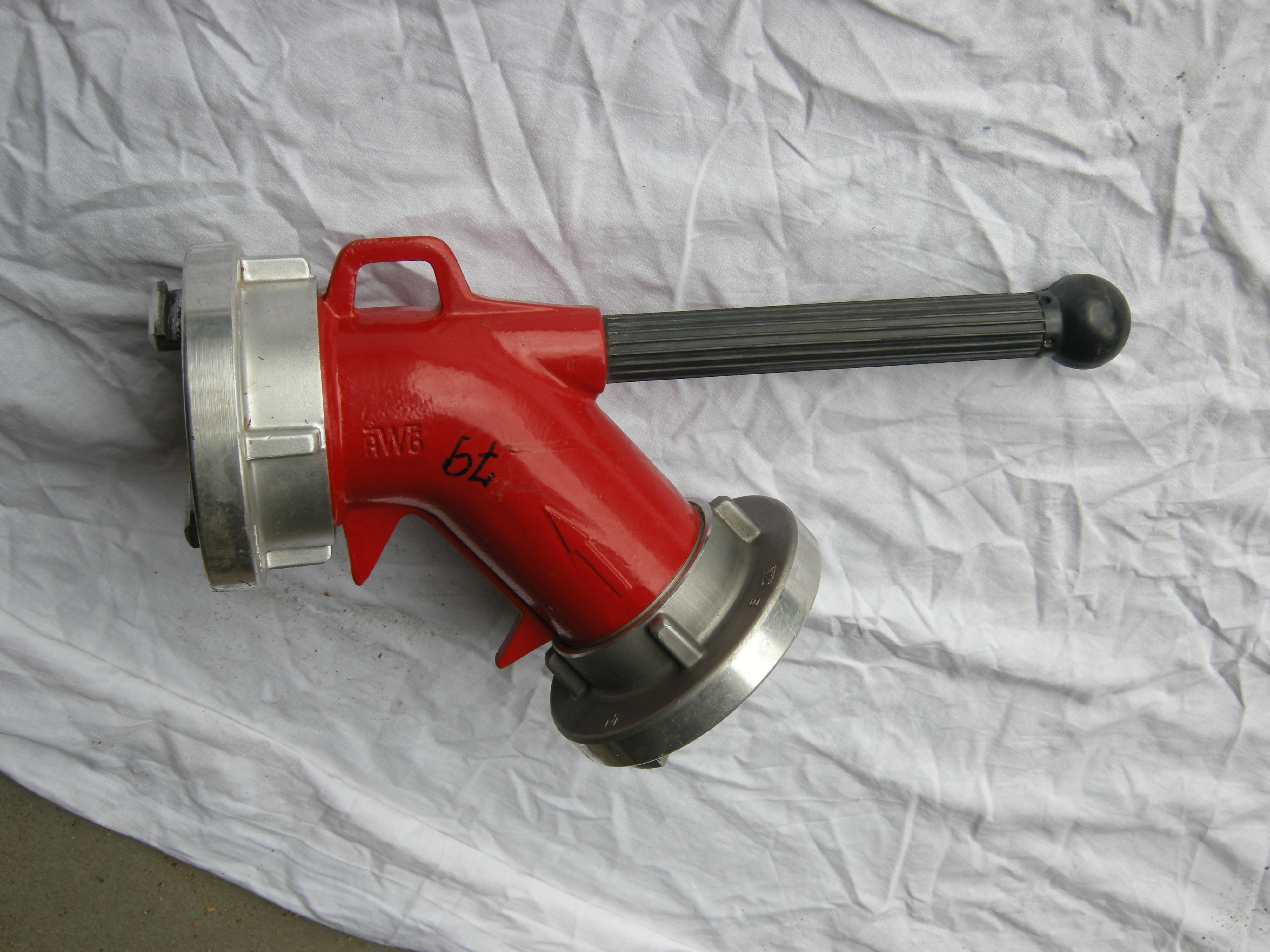
Stützkrümmer

Der Stützkrümmer ist eine Armatur zur Wasserfortleitung bei der Feuerwehr. Er soll beim Einsatz eines BM-Strahlrohrs die Rückstoßkraft des Wassers über die Schlauchleitung zum Boden leiten und somit das Halten eines solchen Rohres mit zwei statt drei Personen ermöglichen.

## Aufbau

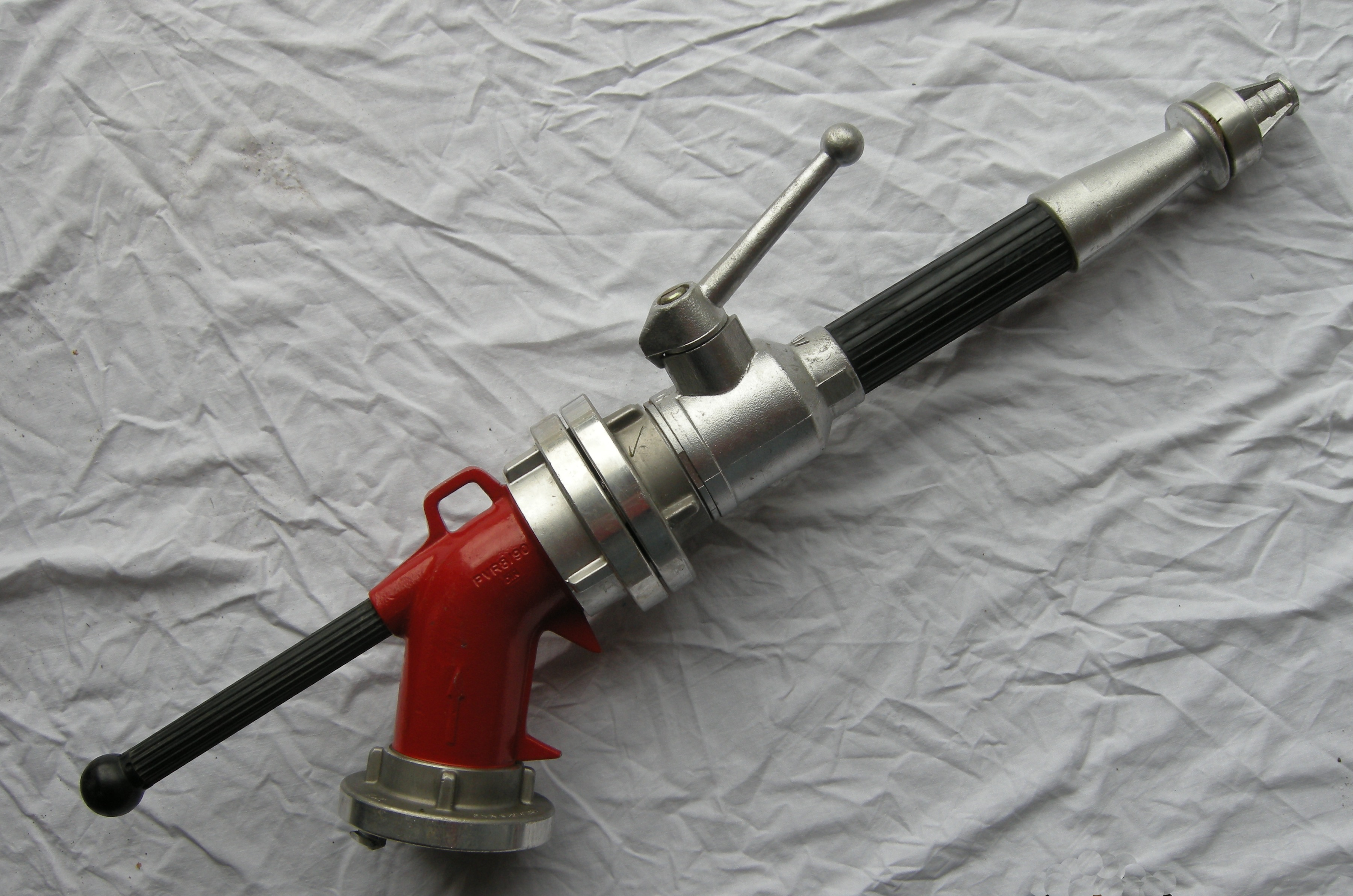
Stützkrümmer mit B-Strahlrohr

Der Stützkrümmer besteht aus einem Gehäuse mit Haltegriff und Handschutz, einer B-Festkupplung am Wassereintritt und einem drehbaren B-Knaggenteil am Abgang. Das Gehäuse verfügt am inneren Bogen über eine Verzahnung zum besseren Halt an Mauerkanten und Fensterbrüstungen und am äußeren über eine Öse zum Befestigen einer Leine. Die Durchflussrichtung ist durch einen aufgegossenen Pfeil angegeben und der Handschutz am Haltegriff ist auch kältewirksam. Abmessungen: Länge über Handgriff 375 mm, Höhe 215 mm, Breite (Außendurchmesser B-Kupplung) 126 mm, Gewicht max. 2 kg, Krümmung 50°.

## Wirkung

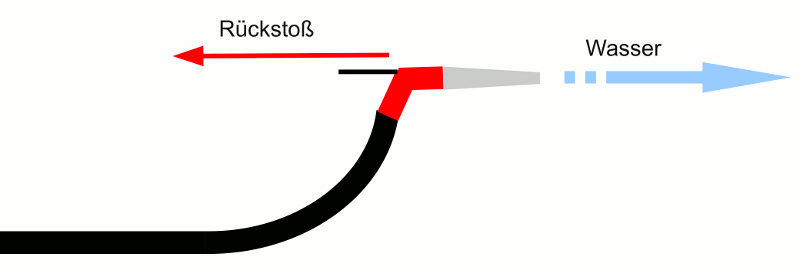
Zur Wirkung des Stützkrümmers

Die B-Schlauchleitung stützt sich in der Achse des Stützkrümmers zum Boden ab und leitet so die Rückkraft ab. Der Druck des nach vorn strömenden Wassers möchte den nach oben gekrümmten Schlauch gerade biegen; der Rückstoß drückt das Schlauchende jedoch nach hinten, stabilisiert also auf die Weise die Krümmung des Schlauchs. Andererseits kann der Rückstoß das Schlauchende nicht beliebig weit bewegen, da die Rückwärtsbewegung durch die Steifheit des wassergefüllten Schlauchs gestoppt wird. Die durch den Rückstoß ausgeübte Kraft wird dann durch den gekrümmten Schlauch in den Boden umgeleitet. Auf die Weise vermindert der Stützkrümmer nicht nur den Rückstoß, die Stabilisierung des Schlauches führt auch dazu, dass dieser sich selbst trägt und die Feuerwehrleute nicht mehr das volle Gewicht tragen müssen.

## Hinweise zur Nutzung
Stützkrümmer sollten möglichst bei jedem B-Rohr-Einsatz verwendet werden. Außerdem eignen sie sich auch zum Verlegen von Schläuchen über scharfe Mauerkanten und Fensterbrüstungen und zum Hochziehen von Schlauchleitungen. 

## Unfall durch fehlerhafte Benutzung
In der Praxis wird er auch zum Aufbau eines behelfsmäßigen Wasserwerfers (dem so genannten Wasserringmonitor) mittels eines Verteilers, eines C-Schlauchs und eines B-Rohrs genutzt. Hersteller weisen aber darauf hin, dass es sich dabei um einen nicht bestimmungsgemäßen Gebrauch handelt, da die Durchflussrichtung nicht beachtet und zwei Festkupplungen zusammen gekuppelt werden.

## Normung

### B-Rohr
Nach DIN 14 368 wiegt der Stützkrümmer 2 kg und ist bei 25 bar auf Festigkeit und bei 16 bar auf Dichtigkeit geprüft.

### C-Rohr
Ein Stützkrümmer-C wurde bisher nicht genormt.